# Friedhofskreuz und Kreuzwegstationen (Rölsdorf)

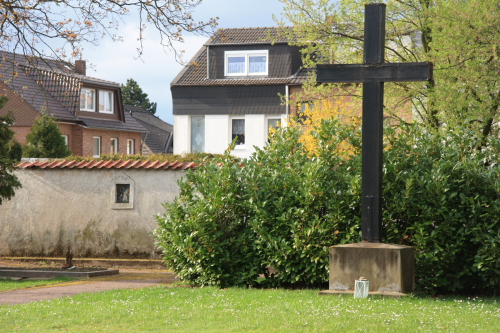
Hinten links ist eine Kreuzwegstation zu sehen

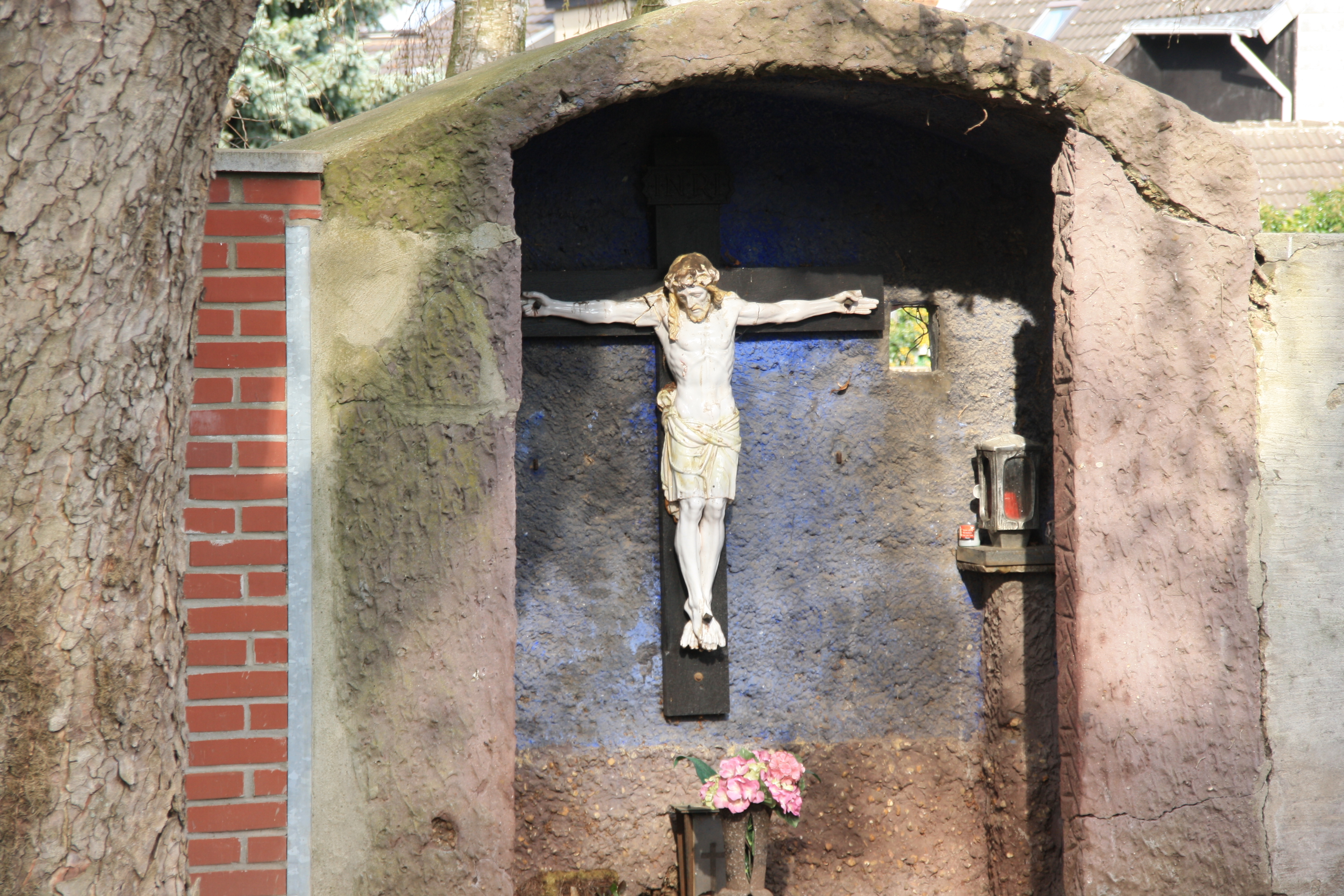
Das Friedhofskreuz

Das Friedhofskreuz und die Kreuzwegstationen stehen im Dürener Stadtteil Rölsdorf in Nordrhein-Westfalen. 
Der alte Friedhof Rölsdorf befindet sich zwischen der Flurstraße und der Monschauer Straße. 
Auf dem Friedhof steht ein Wegekreuz in einer Mauernische der Friedhofsmauer. Die Kreuzwegstationen sind in Nischen in der nördlichen Friedhofsmauer. Sie bestehen aus Reliefplatten aus gebranntem Ton, die glasiert und bemalt sind. Das Ensemble wurde um 1900 geschaffen. 
Das Bauwerk ist unter Nr. 1/071 in die Denkmalliste der Stadt Düren eingetragen.